# 奥莉加·扎别林斯卡娅
奥莉加·谢尔盖耶芙娜·扎别林斯卡娅（俄语：Ольга Серге́евна Забелинская，1980年5月10日—）生于苏联列宁格勒，是一名代表乌兹别克斯坦参赛的女子自行车运动员。奥尔加的父亲Sergei Sukhoruchenkov是一名前自行车运动员，她在小时候便和父亲分开，直到16岁才首次见面。她拥有三个孩子。她一开始代表俄罗斯参赛，期间曾在2006年一度放弃自行车，直到2009年复出。2018年，她开始代表乌兹别克斯坦参加比赛。